# TruceKlan
TruceKlan est un collectif Italien de hip-hop, originaire de Rome, actif entre 2003 et 2011.

## Histoire
Le collectif est formé en 2003-2004 de la fusion de trois groupes : les Truceboys (Gel, Metal Carter, Noyz Narcos et Cole), les In the Panchine (Chicoria, Gemello, Cole et Benassa), et plus tard les Jagermasterz (Benetti DC, Mystic One, Gast, Duke Montana, Mr. P, 1zucker0 et Zinghero).
L'unique album du collectif, Ministero dell’inferno, sort en mars 2008.
En 2009, une investigation menée à Rome par la police, conduit à 18 arrestations de rappeurs et compositeurs, tous en rapport avec la musique et la drogue. Le 18 septembre 2009, les chaînes nationales annoncent l'arrestation de nombreux rappeurs italiens, incluant les membres du Truceklan, Chicoria et Noyz Narcos, et leur incarcération. La Propaganda Team nie, cependant, les rumeurs sur l'arrestation de Noyz Narcos, expliquant qu'il aidait à reconstituer une enquête,.
Sur la page Facebook officielle de Duke Montana, en octobre 2011, il déclare avoir quitté le Truceklan pour des raisons non précisées. Le collectif s'effrite rapidement à la suite de cette annonce, beaucoup de ses membres choisissant de partir dans une carrière solo.

## Discographie
- 2008 : Ministero dell'inferno[1]